# Corvio
Corvio ist ein spanischer Ort in der Provinz Palencia der Autonomen Gemeinschaft Kastilien und León. Die im 19. Jahrhundert selbständige Gemeinde gehörte lange Zeit zu Matamorisca. Corvio wurde mit diesem Ort in den 1970er Jahren zu Aguilar de Campoo eingemeindet. Corvio befindet sich fünf Kilometer nordöstlich vom Hauptort der Gemeinde. 

## Sehenswürdigkeiten

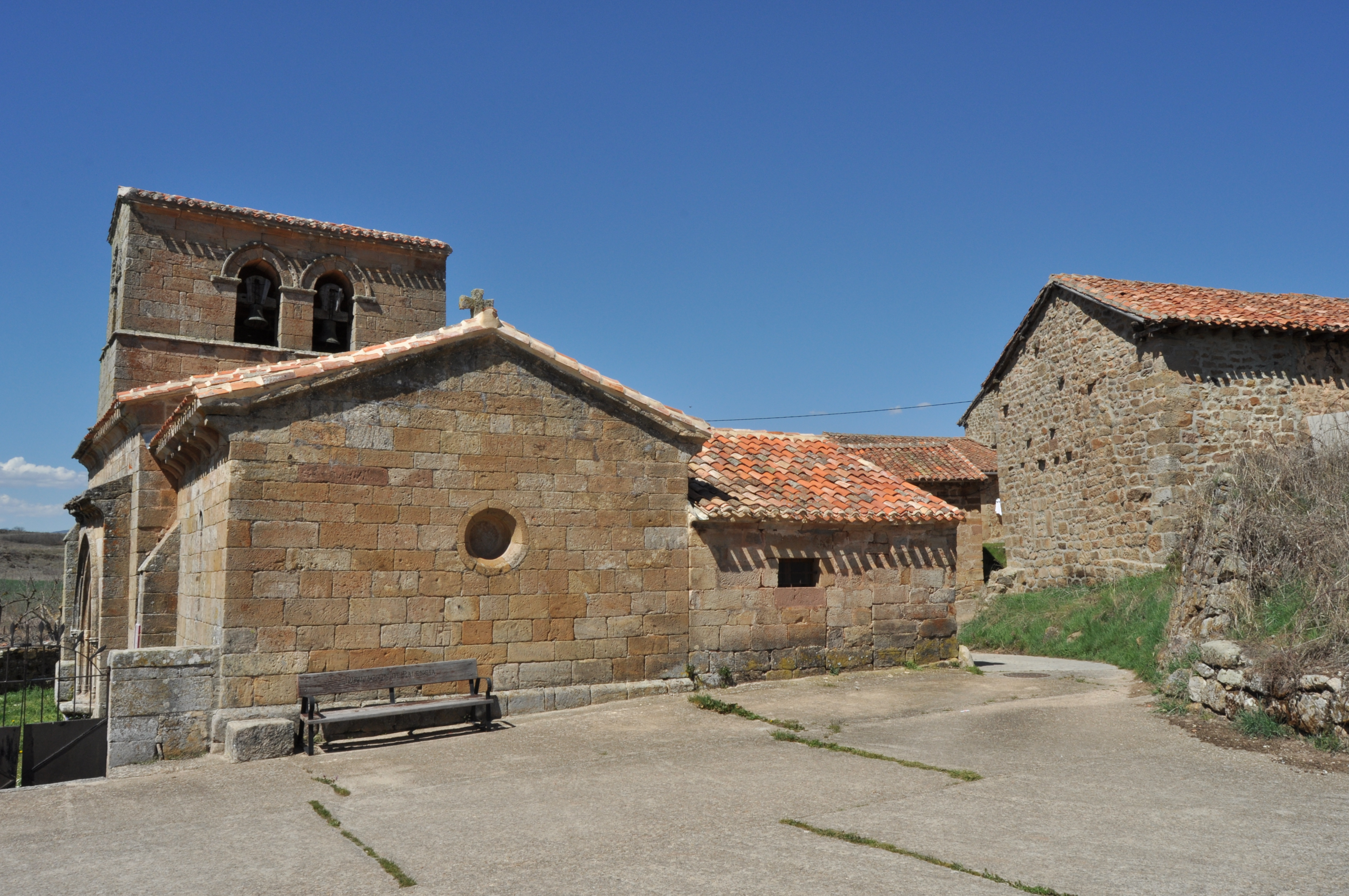
Iglesia de Santa Juliana

- Kirche Santa Juliana, erbaut im 15. Jahrhundert. Der Chor der romanischen Vorgängerkirche ist noch erhalten.
- Necrópolis de Santiusde (hochmittelalterliche Nekropole mit im Felsen gehauenen Gräbern)